# Torbole Casaglia
Torbole Casaglia (Turbole Casai in dialetto bresciano) è un comune italiano di 6 500 abitanti della provincia di Brescia, situato nella Bassa pianura bresciana, in Lombardia.

## Geografia fisica
Il paese è pianeggiante; l'altezza sul livello del mare varia da un minimo di 98 m s.l.m. ad un massimo di 124 m s.l.m. Si estende su una superficie di circa 13 km² e dista 12 chilometri dal capoluogo di provincia, Brescia.

## Origini del nome
Il nome Torbole sembra derivi da "aquae turbulae" o "aquae turbidae", cioè acque torbide per la presenza di numerose aree paludose già dall'epoca romana. Il nome Casaglia deriva invece dalla parola latina "casalium" che significa ricovero, ospizio.
Il nome del paese è bipartito in quanto per secoli esso rappresentò due distinti insediamenti, Torbole e Casaglia, di cui il primo era il più antico per ordine di fondazione.

## Storia
Torbole, già sede di insediamenti di età preistorica, venne colonizzata dai romani a partire dal I secolo d.C. in quanto durante scavi per la costruzione di una cava d'argilla, nel 1926 è affiorato un cofanetto metallico contenente monete ascrivibili a questo periodo, sintomo di una fiorente economia che legava con tutta probabilità Torbole ai vicini Travagliato e Roncadelle, paesi limitrofi molto fiorenti.
Nel VII secolo venne fondato in loco un piccolo monastero dedicato a san Martino in località Portone, intorno al quale probabilmente crebbe il borgo. Nell'anno 841 le terre divennero proprietà del monastero bresciano di San Faustino Maggiore. Una bolla di papa Innocenzo III menziona Sant'Andrea nel castrum e altre due fuori: San Martino e San Cassiano; tutte dipesero dai monaci di San Faustino fino al 1768.
Nel XIII secolo il territorio fu dato in feudo ai Palazzi e nel successivo XIV secolo passò a Boccaccino di Andrista di Vallecamonica, nel 1422 al milanese Giacomo Amigoni quindi ai Cazzago. Torbole fu partecipe delle vicende militari del Quattrocento, vi furono anche le truppe di Roberto di San Severino, che abbandonò la zona dopo la pace di Bagnolo del 1484.
Casaglia fu invece un villaggio poco sviluppato in età romana e progredito solo in epoche recenti, il tutto a causa sia della vicinanza con grandi agglomerati urbani che ne avrebbero impedito un'espansione radicale sul territorio, sia perché il territorio era occupato in prevalenza da pericolose paludi malariche. Quando nel 1880 l'abitato venne inglobato al comune di Torbole, vennero approntate delle opere di bonifica radicale che cancellarono completamente le paludi consentendo una vita più salubre e la nascita sistematica di nuovi insediamenti.

### Simboli
e da una stella di sei raggi d'argento posta in capo.
Ornamenti esteriori da Comune.»
(D.P.R. dell'8 settembre 1965)
Il campo azzurro evoca l'elemento dell'acqua e richiama il latino turbulae aquae ("acque torbide") che si ritiene all’origine del toponimo; il covone di grano e le tre api che lo circondano rappresentano l'origine rurale del territorio e la laboriosità dei suoi abitanti; la stella a sei punte simboleggia l'antico territorio di Casaglia.
Il gonfalone è un drappo partito di giallo e di azzurro.

## Monumenti e luoghi d'interesse
- Chiesa di Sant'Urbano a Torbole
- Chiesa di San Filastrio a Casaglia
- Monastero di San Martino
- Palazzo Spazzini
- Villa Averoldi

## Società

### Lingua e dialetto
Nel territorio di Torbole Casaglia, accanto all'italiano, è parlato il dialetto bresciano.

### Evoluzione demografica
Abitanti censiti

### Religione
Il santo patrono di Casaglia è san Filastrio, quello di Torbole è sant'Urbano.

## Geografia antropica
Il paese è formato dalle località di Torbole e Casaglia, due centri abitati distinti, ciascuno con una propria parrocchia e un proprio oratorio.
Territorialmente, i due paesi erano fisicamente separati, anche se per poco meno di un chilometro, fino agli anni novanta, quando la realizzazione di una nuova piazza e della nuova sede municipale ha contribuito a legare le due entità.

## Economia
L'economia del paese è sempre stata agricola, e lo è anche adesso, grazie al territorio prevalentemente pianeggiante, lo sviluppo da parte di piccole e medie imprese ha recentemente dato una grossa spinta economica che ha così permesso un notevole cambiamento dal punto di vista artigianale ed industriale.

## Infrastrutture e trasporti
Fra il 1881 e il 1954 a Torbole e a Casaglia furono attive le due omonime stazioni poste lungo la tranvia Brescia-Soncino.

## Amministrazione
| Periodo          | Periodo          | Primo cittadino    | Partito                        | Carica      | Note |
| ---------------- | ---------------- | ------------------ | ------------------------------ | ----------- | ---- |
| 24 aprile 1995   | 14 giugno 2004   | Gianfranco Boldini | lista civica di centrosinistra | Sindaco     |      |
| 14 giugno 2004   | 23 febbraio 2006 | Dario Giannini     | lista civica di centrosinistra | Sindaco     |      |
| 23 febbraio 2006 | 29 maggio 2006   | Zaira Romano       |                                | Commissario |      |
| 29 maggio 2006   | 6 giugno 2016    | Dario Giannini     | lista civica di centrosinistra | Sindaco     |      |
| 6 giugno 2016    | in carica        | Roberta Sisti      | Lega Nord-Fratelli d'Italia    | Sindaco     |      |

## Sport
Nel territorio comunale ha sede il centro di allenamento del Brescia.